# یاسر (اهواز)
یاسر یک روستا در ایران است که در دهستان الهائی واقع شده‌است. یاسر ۱۱۳ نفر جمعیت دارد.